# 空中飛人 (李克勤歌曲)
空中飛人，是香港男歌手李克勤一首2004年推出的粵語歌曲，由伍仲衡作曲，李克勤親自填詞，收錄於同年出版的同名個人專輯《空中飛人》內。

## 創作與製作
空中飛人時長3分31秒，以
拍的A大調創作，每分鐘155拍，由伍仲衡負責作曲、編曲，趙增熹、陳少琪監製，演唱者李克勤親自填詞。
歌詞描述馬戲團中一對合作表演空中飛人的拍擋之間的愛情（實為歌者演繹的一方單戀）。

## 迴響

### 香港派台成績
| 週榜單（2021年） | 最高 名次 |
| ---------------- | --------- |
| 勁歌金榜         | 1         |
| 903專業推介      | (1)       |
| 中文歌曲龍虎榜   | 1         |
| 新城勁爆流行榜   | 1         |

- （(1)）兩週冠軍

### 獎項
| 年月       | 頒獎禮                                      | 獎項                 | 結果 |
| ---------- | ------------------------------------------- | -------------------- | ---- |
| 2004年12月 | 新城電台 2004年度新城勁爆頒獎禮             | 新城勁爆歌曲（之一） | 獲獎 |
| 2005年1月  | 香港商業電台 2004年度叱咤樂壇流行榜頒獎典禮 | 專業推介．叱咤十大   | 獲獎 |
| 2005年1月  | 無綫電視 2004年度十大勁歌金曲               | 十大勁歌金曲獎       | 獲獎 |
| 2005年1月  | 香港電台 第二十七屆十大中文金曲             | 十大金曲獎           | 獲獎 |

空中飛人是每年為數不多，能囊括香港四台年度歌曲獎的歌曲。翌年同由伍仲衡作曲，李克勤填詞、演唱的情非首爾亦同樣囊括四台年度歌曲獎。

### 評價
研究粵語流行曲的學者朱耀偉及梁偉詩評李克勤此一詞作：「以來回空中跌宕高低的空中飛人比喻愛情，新鮮得來又形象化，意象運用也難不到他。」又謂詞作家黃偉文2008年為女歌手何韻詩所寫的韻律泳與此歌異曲同工。